# Huéscar (Gerichtsbezirk)
Der Gerichtsbezirk Huéscar ist einer der neun Gerichtsbezirke in der Provinz Granada.
Der Bezirk umfasst 6 Gemeinden auf einer Fläche von 1.814,28 km² mit dem Hauptquartier in Huéscar.

## Gemeinden
| Gemeinde               | Einwohner (2024) | Fläche km² | Dichte Einw./km² | Cod INE | Postleitzahl |
| ---------------------- | ---------------- | ---------- | ---------------- | ------- | ------------ |
| Castilléjar            | 1.289            | 131,33     | 10               | 18045   | 18818        |
| Castril                | 1.968            | 243,26     | 8                | 18046   | 18816        |
| Galera                 | 1.116            | 117,89     | 9                | 18082   | 18840        |
| Huéscar                | 7.234            | 473,46     | 15               | 18098   | 18830        |
| Orce                   | 1.148            | 324,96     | 4                | 18146   | 18858        |
| Puebla de Don Fadrique | 2.202            | 523,38     | 4                | 18164   | 18820        |
| Gerichtsbezirk Huéscar | 14.957           | 1.814,28   | 8                | –       | –            |